# Carlowrightia purpurea
Carlowrightia purpurea är en akantusväxtart som beskrevs av T.F. Daniel. Carlowrightia purpurea ingår i släktet Carlowrightia och familjen akantusväxter. Inga underarter finns listade i Catalogue of Life.